# Mansion House (métro de Londres)
Pour les articles homonymes, voir Mansion House.
Mansion House (en anglais : Mansion House tube station, ou Mansion House Underground station), est une station des lignes Circle et District du métro de Londres, en zone 1 Travelcard. Elle est située sur la Cannon Street, au croisement avec la Queen Victoria Street, dans la cité de Londres sur le territoire du Grand Londres.